# Kristy, Slovacia
Kristy este o comună slovacă, aflată în districtul Sobrance din regiunea Košice. Localitatea se află la altitudinea de 108 m deasupra n.m., se întinde pe o suprafață de 7,9 km2 și în 2017 număra 304 locuitori.

## Istoric
Localitatea Kristy este atestată documentar din 1333.

## Demografie
| An:                | 1994 | 2004   | 2014   | 2024    |
| ------------------ | ---- | ------ | ------ | ------- |
| Număr de persoane: | 290  | 307    | 311    | 343     |
| Diferență:         |      | +5,86% | +1,30% | +10,28% |

| An:                | 2023 | 2024   |
| ------------------ | ---- | ------ |
| Număr de persoane: | 346  | 343    |
| Diferență:         |      | −0,86% |